# 전리수소영역

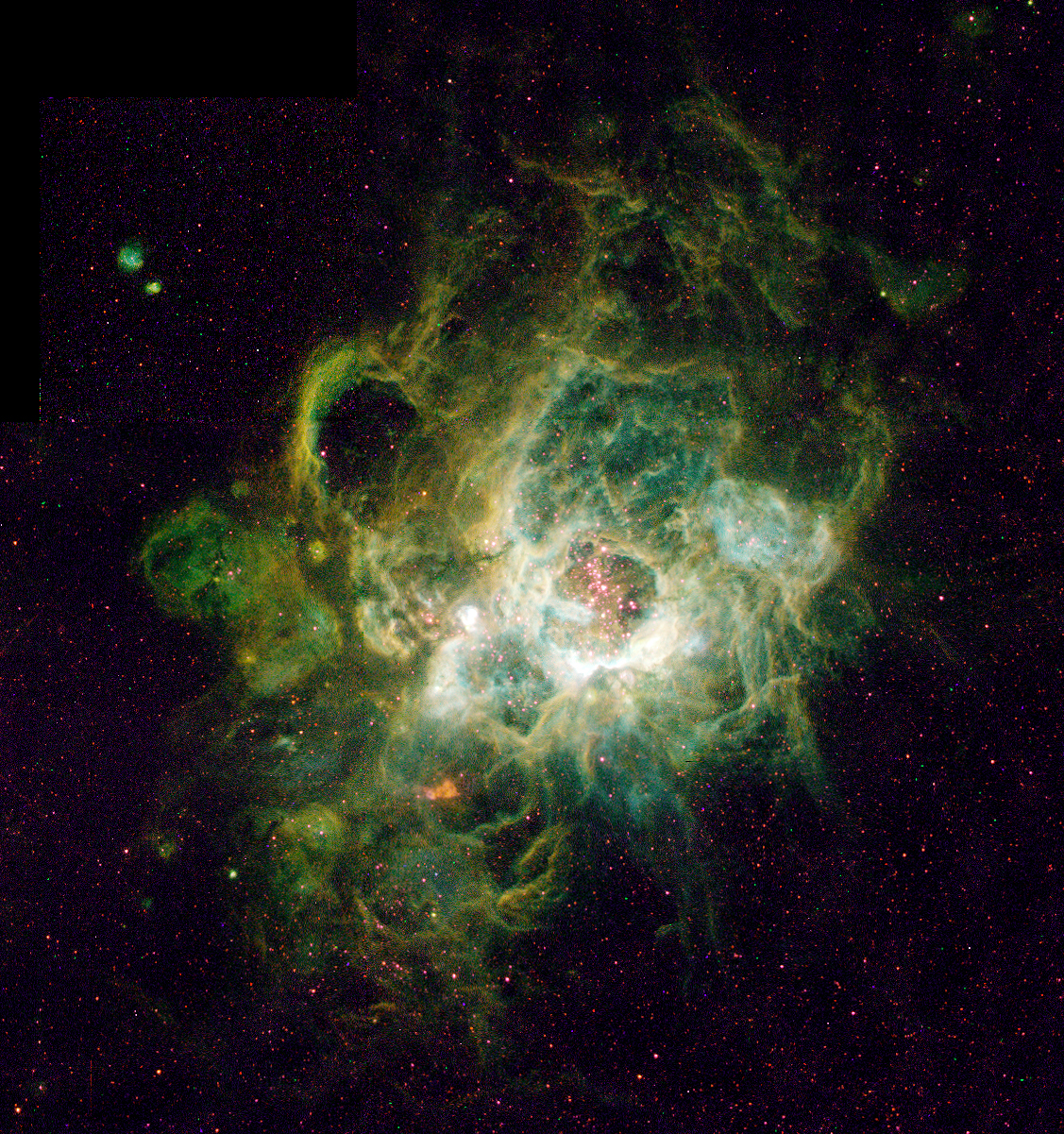
삼각형자리 은하에 있는 커다란 H II 영역인 NGC 604

전리수소영역(電離水素領域), 또는 H II 영역(H II region 에이치 투 리전[*], 문화어: 에이치이영역)은 발광성운의 일종으로, 부분적으로 이온화된 기체로 이루어진, 거대하고 밀도가 낮은 구름이다. 전리수소영역의 내부에서는 항성 형성이 진행되고 있다. 이 영역 안에서 만들어진 수명이 짧은 청색 항성들이 어마어마한 양의 자외선을 방출해 주위의 기체를 이온화시킨다. 전리수소영역의 크기는 수백 광년에 달하며, 거대 분자운과 함께 있는 경우가 흔하다. 최초로 발견된 전리수소영역은 오리온 성운으로, 1610년 프랑스의 니콜라클로드 파브리 드 페이레스크가 발견했다.
전리수소영역을 일컫는 다른 이름인 "H II 영역"에서 H II란 이온화된 수소 원자(H)를 말한다(H I 영역은 중성 수소 원자로 이루어져 있고, H2는 수소 분자이다). 전리수소영역의 모양은 매우 다양한데, 이는 영역 속에 들어있는 항성 및 기체의 분포가 불규칙하기 때문이다. 투박한 덩어리 모양이나 섬유 모양을 한 것도 있고, 말머리 성운처럼 기이한 모양을 나타내는 것도 있다. 전리수소영역에서는 수백만 년에 걸쳐 수천 개의 별들이 태어난다. 최종적으로는 그 별들 중 가장 무거운 것들이 초신성 폭발을 일으키거나 항성풍을 통해 전리수소영역을 구성하는 기체들을 날려보내서 전리수소영역은 없어지고 그 자리에 성단(플레이아데스성단 같은 것)만 남는다.
전리수소영역은 상당히 멀리 떨어져 있어도 관측이 가능하고, 외부은하의 전리수소영역을 연구하는 것은 그 은하까지의 거리 및 은하의 화학적 조성을 결정하는 데 있어 중요한 역할을 한다. 나선은하 및 불규칙은하들은 많은 전리수소영역을 가지고 있으나, 타원은하들은 대부분 전리수소영역이 전혀 없다. 우리은하를 비롯한 나선은하들은 전리수소영역이 나선팔에 집중적으로 분포하는 한편, 불규칙은하에서는 무질서하게 분포한다. 일부 은하는 수만 개 이상의 별을 품고 있는 거대한 전리수소영역을 가지고 있는데, 대표적인 예로는 대마젤란 은하의 타란툴라성운과 삼각형자리 은하의 NGC 604가 있다.

## 관측의 역사

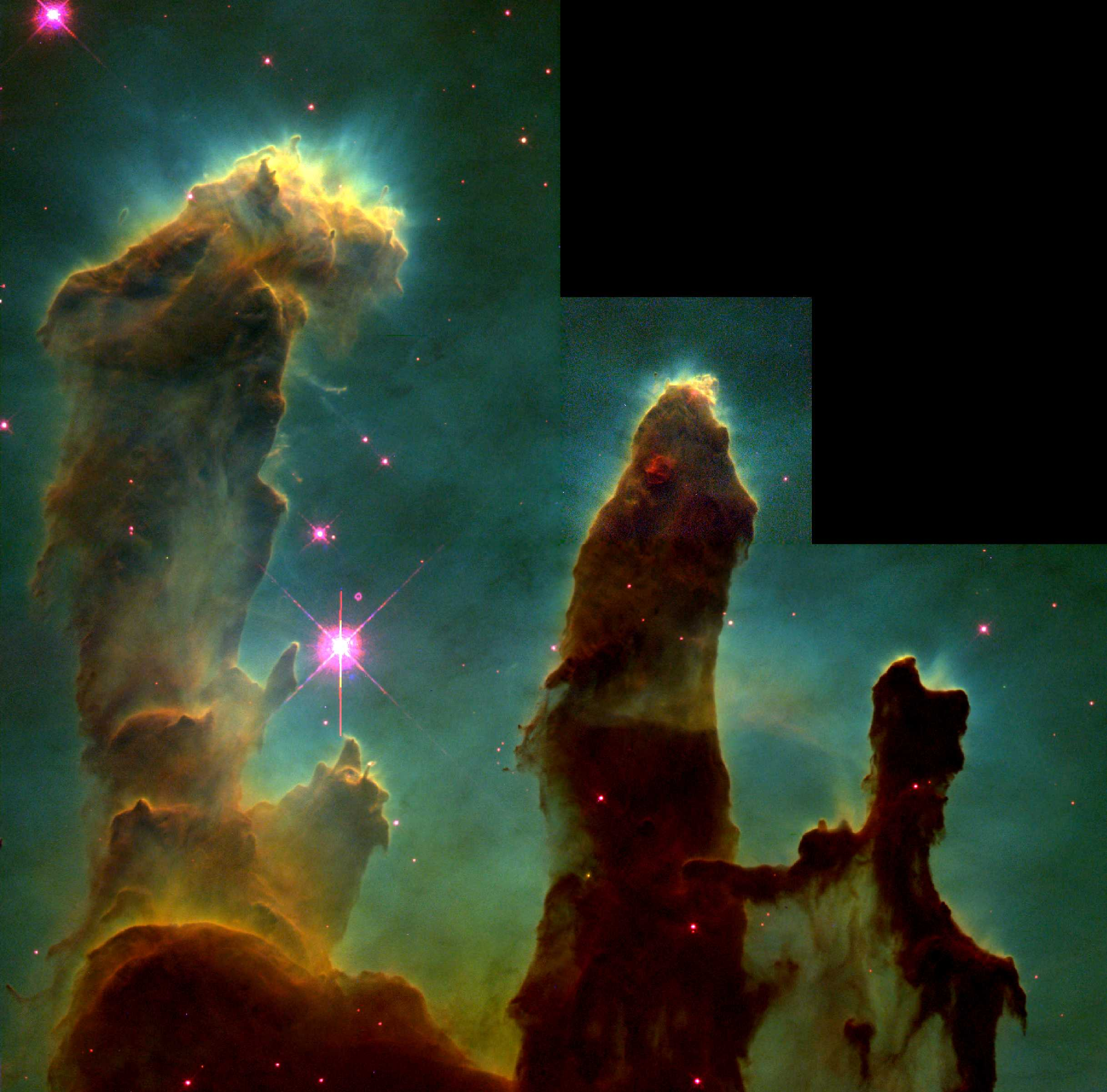
독수리 성운내부의 어두운 별 형성 영역

일부 극히 밝은 전리수소영역은 육안으로도 보인다. 하지만, 17세기 초, 망원경이 도입되기 이전에 발견된 것은 없는 것으로 판단된다. 심지어 갈릴레이는 오리온 성운 내부의 성단은 발견하였으면서도, 오리온 성운 자체는 발견하지 못하였다. 프랑스 천문학자인 니콜라클로드 파브리 드 페이레스크가 1610년 처음으로 오리온 성운을 발견하였다. 그 후로 우리 은하와 다른 은하에 있는 많은 수의 전리수소영역이 발견되었다.
윌리엄 허셜은 1774년 오리온 성운을 관측하고는, "형태를 지니지 않은 타는 듯한 안개, 미래 태양의 무질서한 물질"이라고 묘사하였다. 백년이 더 지나고 윌리엄 허긴스가 분광기로 여러 성운을 관측하고 나서야 이 가정이 옳다는 것이 증명되었다. 안드로메다 성운과 같은 일부의 성운은 항성과 매우 유사한 스펙트럼을 보이는데, 이는 이것이 성운이 아니라 수없이 많은 개개의 항성으로 구성된 은하이기 때문이라는 것이 드러났다. 하지만 흡수선이 있는 강한 연속 스펙트럼을 보이는 이러한 종류의 성운과는 달리, 오리온 성운을 포함한 많은 다른 성운의 스펙트럼은 몇 개의 방출선을 내보일 뿐이다. 행성상성운의 방출선 가운데 가장 밝은 것의 파장은 500.7 nm로, 이제까지 알려진 어떠한 원소의 방출선과도 일치하지 않는다. 초기에 이 선은 미지의 원소, 즉 네불륨이라고 이름 붙여진 원소에 의한 것이라는 가정이 있었으며, 이러한 가정은 1868년 태양의 스펙트럼 분석을 통해 헬륨을 발견한 것과 같은 맥락이었다. 하지만, 헬륨이 태양의 스펙트럼에서의 관측에 이어 지구상에서도 추출된 것에 반해 네불륨은 발견되지 않았다. 20세기 초반에 헨리 노리스 러셀은 이러한 500.7 nm의 방출선은 새로운 원소 때문이 아니라 이미 알려진 원소가 다른 상태에 놓여있을 때 발생하는 방출선이라는 가정을 했다.

오리온 성운

물리학자들은 1920년대에 원자와 이온에서 전자가 높은 밀도의 가스에서는 충돌에 의해 쉽게 되어가라앉는 반면, 매우 낮은 밀도에서는, 준안정 에너지 준위에 오래 남아 있을 수 있다는 사실을 발견하였다. 산소의 이러한 준위에서의 천이는 500.7 nm 선을 발생시킨다. 이 분광선은 매우 낮은 밀도의 가스에서만 발견되며, 금지선이라고 불린다. 즉 이러한 선의 관찰은 성운이 극도로 희미한 가스로 구성되어 있다는 것을 나타낸다.
20세기에, 전리수소영역이 뜨겁고 밝은 항성들을 품고 있는 경우가 많다는 것이 알려졌다. 이러한 별들은 태양에 비해 몇 배 더 질량이 많으며, 적은 나이 즉 단지 수 백 만년의 나이를 가진 별이다(반면 태양과 같은 별은 수십억년을 살았다). 그러므로 H II 영역은 새로운 별이 생겨나는 영역이라는 추측을 할 수 있다. 수 백 만년동안, 성단이 H II 영역으로부터 생겨났으며, 뜨겁고 젊은 별로부터의 복사압으로 인해 성운은 흩어진다. 플레이아데스 성단은 스스로가 형성되었던 장소인 H II 영역을 '날려버린' 성단의 예이며, 반사성운의 흔적만이 남아있다.

## 기원과 수명

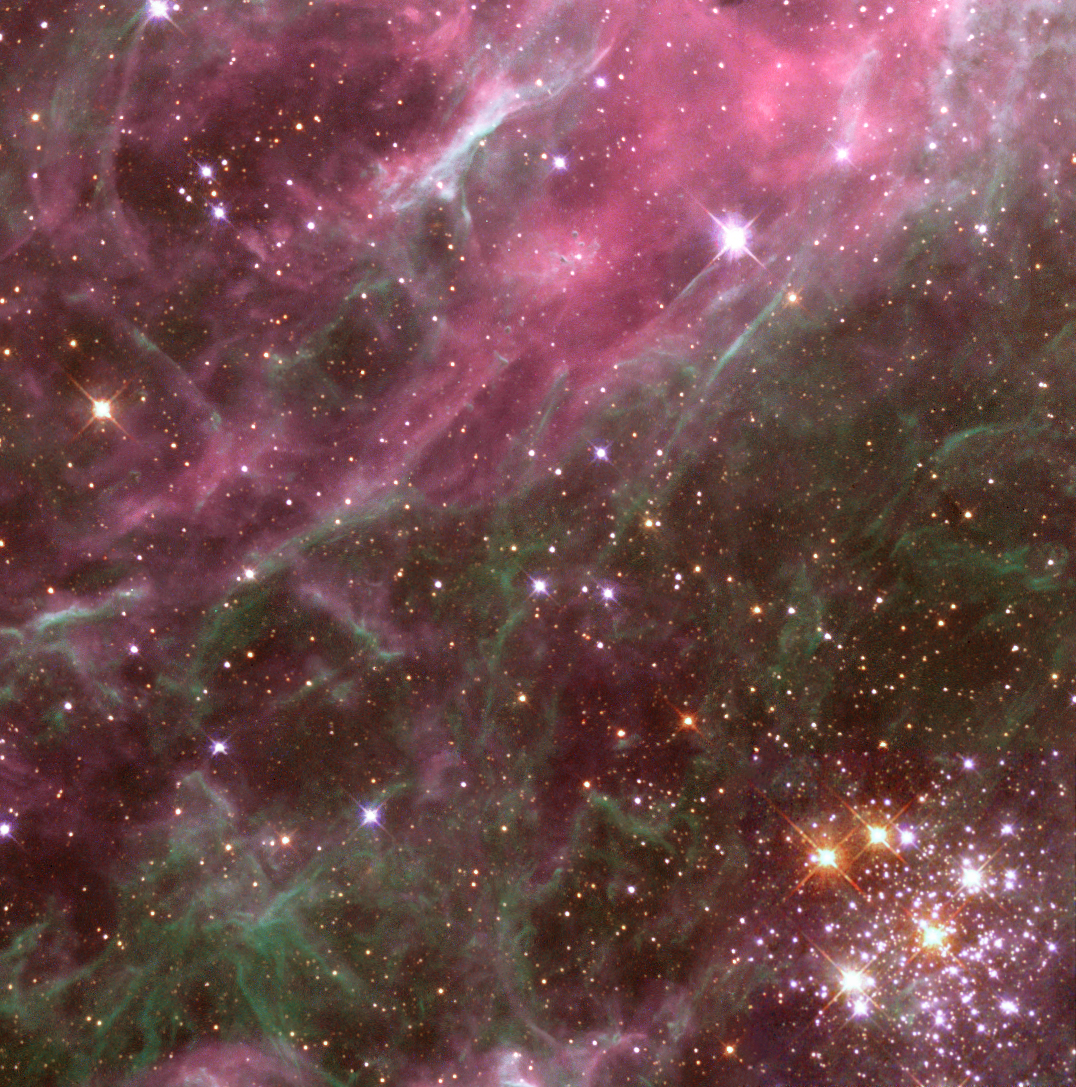
독거미 성운의 일부분. 대마젤란 은하에 있는 거대한 H II 영역이다.

전리수소영역의 이전 과정은 거대분자운(GMC)이다. 거대분자운은 대부분 수소 분자로 구성된, 매우 차갑고(10–20 K) 밀도가 높은 구름이다. 거대분자운은 오랜 기간 동안 안정상태로 존재할 수 있지만, 초신성의 충격파, 구름 사이의 충돌, 자기적 상호작용은 구름의 일부에서 붕괴를 유도한다. 이러한 사건이 발생하면, 구름의 붕괴와 분할 과정을 통해, 별이 태어난다(보다 자세한 설명은 항성진화를 참조하기 바란다).
거대분자운에서 별이 태어남에 따라, 그 주변의 가스는 이온화 될 정도로 뜨거워진다. 이온화 된 복사장이 형성됨과 동시에, 고에너지 광자들이 이온화전선(전리전선)을 구성하며, 이는 주변의 가스를 초음속의 속도로 훑고 지나간다. 근원지로부터 거리가 멀어질수록 이온화전선의 속도는 느려지며, 반면 새로이 이온화 된 가스는 압력에 의해 팽창한다. 마침내 이온화전선은 아음속의 속도에 이르며, 성운이 팽창함에 따라 유발되는 충격전선에 따라잡힌다. 즉, 전리수소영역이 형성되는 것이다.
전리수소영역의 수명은 수백만 년 수준이다. 뜨겁고 젊은 별로부터의 복사압은 결국에는 대부분의 가스를 멀리 흩뜨려버린다. 사실, 이러한 전 과정은 매우 비효율적으로 일어나는데, 즉 전리수소영역의 10%의 가스만이 나머지의 가스가 흩어지기 전에 별 형성에 기여한다. 또한 대부분의 가스를 날려버리는 데 기여하는 초대형 별의 초신성 폭발과 같은 사건은 1-2백만 년에 한 번 꼴로 일어난다.

## 전리수소영역 내부의 항성 형성

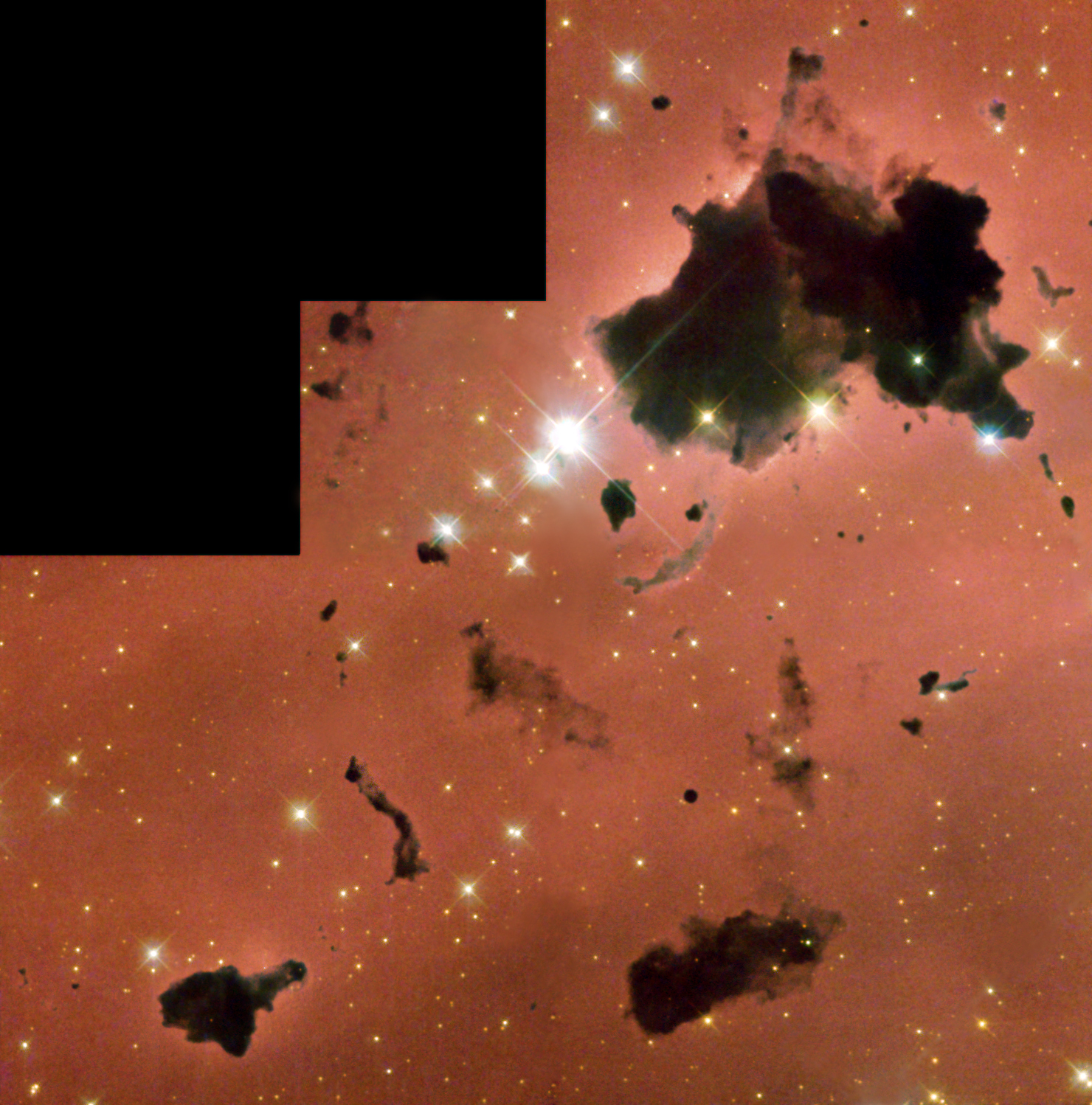
전리수소영역 IC 2944에 있는 보크 구상체

전리수소영역에서의 실질적인 별의 생성 과정은 주변의 밀집된 가스 혹은 먼지구름에 가려져 보이지 않는다. 복사압이 이른바 이러한 고치를 날려버린 다음에야 우리는 별을 관측할 수 있다. 그 이전에는, 생성되고 있는 별을 잉태하고 있는 밀집된 영역은 성운의 나머지 부분에 비해 종종 실루엣으로 밖에 보이지 않는데, 그러한 어두운 부분을 보크 구상체라고 한다. 이는 1940년대 그러한 어두운 부분에서 별이 생겨난다고 주장한 천문학자 바트 보크의 이름을 딴 것이다. 보크의 가설은 1990년에 옳다는 것이 증명되었다. 뜨겁고 젊은 별은 복사를 통해 보크 구상체를 소멸시킨다. 그리고 구상체를 소멸시키는 빛은 전리수소영역을 발광시키는 빛과 같은 것이다. 즉 전리수소영역을 형성하는 별들은 별들의 요람을 깨뜨리는 역할을 한다. 한편 근처에서 초신성이 폭발하거나 하면 초신성의 복사압 및 충격파가 구상체를 짜부라뜨려 밀도를 증가시키고 대규모의 항성생성을 촉발시킬 수도 있다.
전리수소영역은 이렇게 별이 태어나는 장소일 뿐만 아니라 또한 행성계를 가지고 있다는 증거도 있다. 허블 망원경은 오리온 성운 내부에서 수백 개의 원시행성계원반을 발견했다. 오리온 성운 내의 젊은 항성 중 적어도 반은 가스나 먼지로 된 원반에 둘러싸여 있으며, 우리 태양계와 같은 행성계를 만들 수 있는 양보다 몇 배나 많은 물질을 가지고 있는 것으로 생각된다.

## 특징

### 물리적 특징

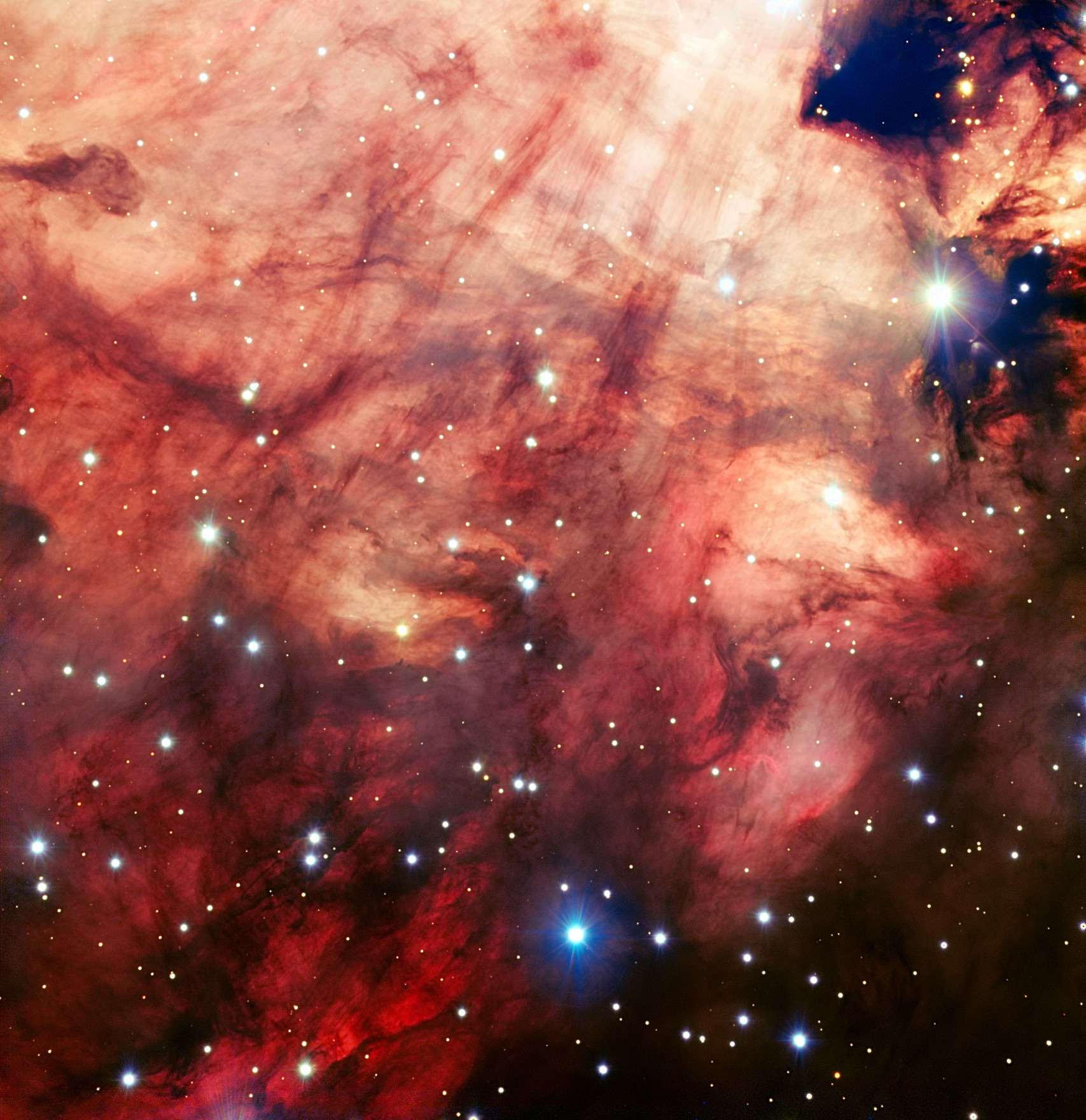
메시에 17은 궁수자리에 있는 전리수소영역이다.

전리수소영역의 물리적 특징은 각각의 전리수소영역들마다 다양하다. 크기에 있어서는 지름 1 광년 혹은 그 이하의 이른바 매우 작은 영역으로부터 수백 광년 이상의 거대한 영역까지도 있다. 전리수소영역의 크기는 소위 스트룀그렌 반경이라는 것으로 기술되며, 이온화 광자를 방출하는 광원의 밝기와 전리수소영역의 밀도에 의해 결정된다. 전리수소영역의 밀도는 cm3당 수백만 개의 입자 수준에서부터 cm3당 몇 입자 정도까지 많은 차이를 보인다. 전리수소영역에는 크기의 차이에 따라 수천개의 별도 있을 수 있다. 여기서 전리수소영역의 질량이 100 ~ 1005 태양질량 사이일 것이라는 것이 시사된다.
전리수소영역은 그 크기에 따라 수천 개의 별들을 품고 있다. 그렇기에 전리수소영역은 이온화 광자의 광원이 하나 뿐(중심의 백색왜성)인 행성상성운보다 이해하기가 어렵다. 전리수소영역의 온도는 일반적으로 10,000 K 정도이다. 영역을 이루는 입자들은 대부분 이온화되었으며, 이온화 된 가스 플라스마는 수십 마이크로가우스정도의 자기장을 지닐 수 있다. 전리수소영역 내부의 전하가 이온화된 가스 사이를 약하기 움직이면서 발생하기에, 전리수소영역은 전기장도 가지고 있을 수 있다. 또한 전리수소영역은 동일한 GMC에서 형성된 차가운 분자운과 함께 있는 경우가 많다.
화학적으로 전리수소영역은 약 90% 정도가 수소이다. 656.3 nm의 수소 방출선은 전리수소영역이 특징적인 붉은 색을 가지게 한다. 나머지의 대부분은 헬륨이 차지하며, 무거운 원소 역시 미량으로 존재한다. 은하를 통틀어, 전리수소영역의 금속성은 은하 중심에서 멀어질수록 감소한다. 이는 은하가 생겨난 이래로 항성 형성은 보다 밀집된 중앙부에서 자주 일어났으며, 이러한 과정을 통해 핵합성의 결과물로 성간매질에 금속의 양이 풍부해졌기 때문이다.

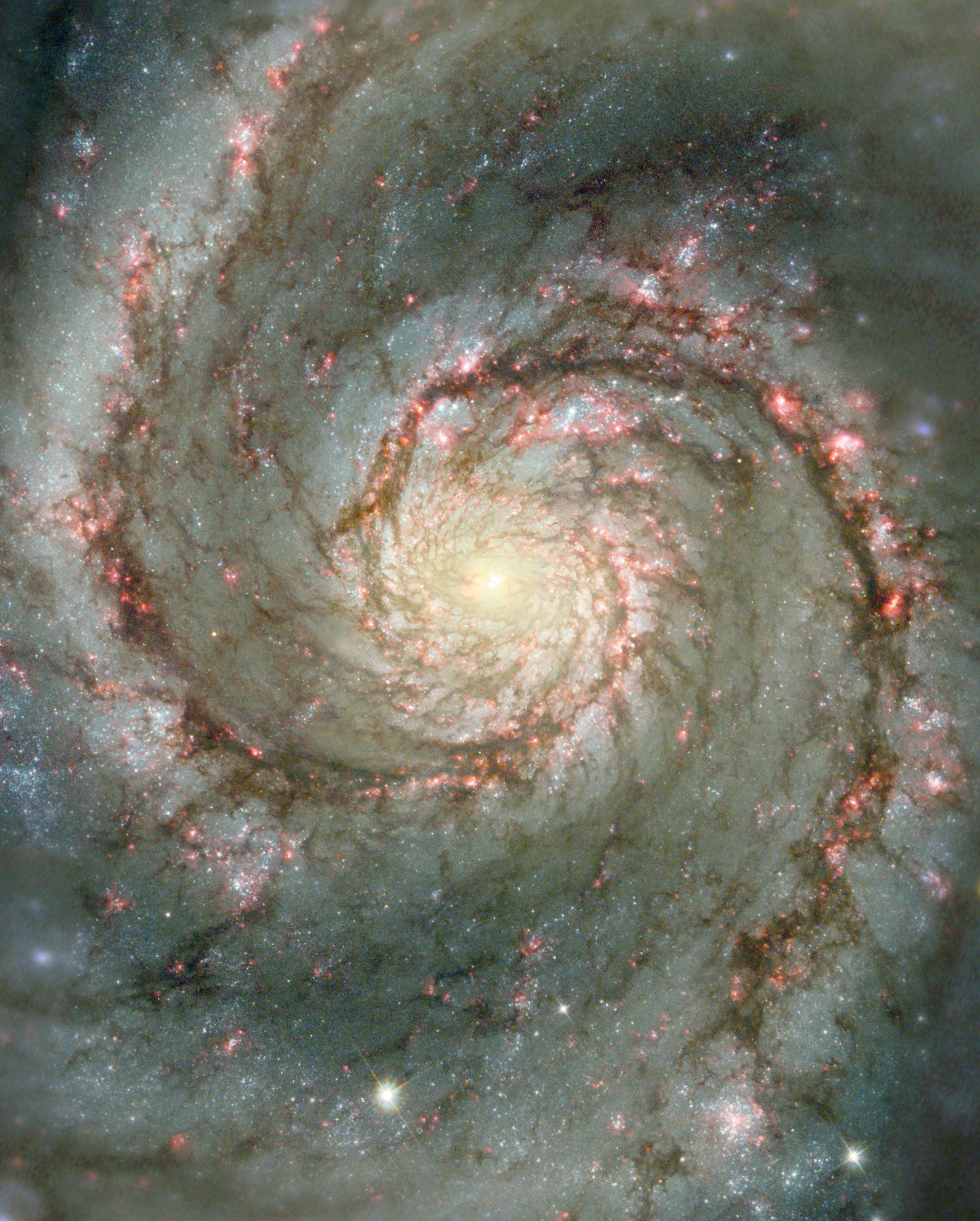
소용돌이 은하의 나선팔에 전리수소영역이 도드라져 보인다.

### 개수와 분포
전리수소영역은 우리은하와 같은 나선은하나 불규칙은하에서만 발견되며, 타원은하에서 발견된 적은 없다. 불규칙 은하에서는, 전 은하에 걸쳐서 발견되기도 하지만, 나선 은하에서는 나선팔에서만 발견된다. 거대한 나선 은하는 수천 개의 전리수소영역을 가지기도 한다.
타원은하에서 전리수소영역이 발견되지 않는 이유는 타원 은하는 은하합병을 통해 구성된다고 생각되기 때문이다. 은하단에서 그러한 은하합병은 빈번히 일어난다. 은하가 충돌할 때, 각각의 별은 거의 충돌하지 않지만, 합병하는 은하 내부의 거대분자운이나 전리수소영역은 요동친다. 이러한 상태에서는, 아주 많은 별이 폭발적으로 형성되기 시작하며, 너무나도 빠르게 일어나서, 일반적으로 10% 이하의 가스가 별로 변하는 것에 비해서 훨씬 많은 변환이 일어난다. 폭발적이고 빠른 별 형성이 일어나는 은하는 폭발적 항성생성은하라고 한다. 합병 후의 타원은하는 매우 낮은 가스를 가지며, 즉 전리수소영역은 더 이상 존재하지 않는다.
21세기에 이루어진 관측에서는 은하 외부에서도 소수의 전리수소영역이 발견되었다. 이러한 "은하간 전리수소영역"들은 작은 은하들이 조석력에 의해 붕괴된 이후 남아있는 찌꺼기일 수 있다. 또한 경우에 따라서는 가장 최근에 은하에 흡수된 가스에서 새로운 세대의 별들이 탄생하는 것을 나타낼 가능성도 있다.

### 형태학
전리수소영역은 그 크기가 매우 다양하다. 전리수소영역은 대개 덩어리져 있으며 모든 척도에서 균질하다. 전리수소영역이 품고 있는 각각의 별들은 자기 주위의 대략적으로 구체 모양의 영역을 이온화시키고, 이 구체를 스트룀그렌구라고 한다. 복수의 별들이 만드는 각각의 스트룀그렌구가 하나로 합쳐지거나, 전리수소영역 자체의 팽창으로 인해 급격한 밀도 기울기가 형성되면 복잡한 모양이 만들어진다. 근처의 초신성이 폭발해도 전리수소영역의 모양이 변할 수 있다. 어떤 경우 전리수소영역 속에서 거대한 성단이 형성되면 그 주위는 텅 빈 공간이 생기기도 하는데, 삼각형자리 은하의 거대 전리수소영역 NGC 604가 이런 경우에 속한다. 분해가 되지 않는 전리수소영역의 경우, 스펙트럼을 라플라스 역변환해서 공간구조에 대한 정보(중심에서의 거리에 따른 전자밀도, 덩어리진 정도 등)를 얻어낼 수 있다.

## 유명한 전리수소영역

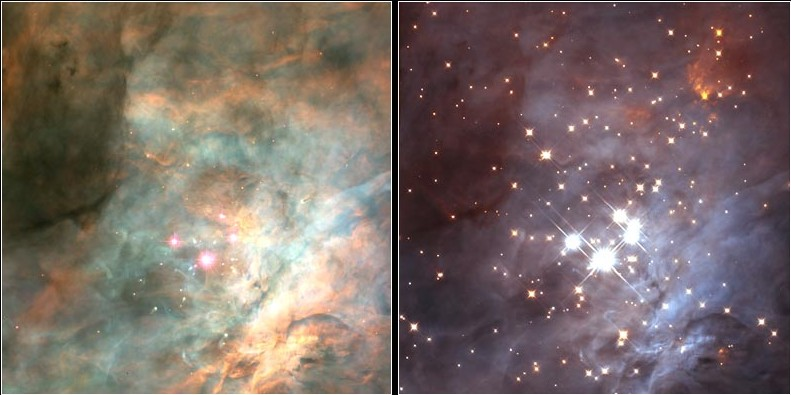
오리온 성운을 가시광선(왼쪽), 적외선(오른쪽)으로 찍은 사진. 적외선으로 찍으면 먼지와 가스에 가려진 별이 드러난다.

주목할 만한 전리수소영역으로는 오리온 성운, 용골자리 성운, NGC 7822 등이 있다. 지구에서 약 500 파섹(1,500 광년) 떨어진 오리온 성운은 오리온자리 분자운 복합체(OMC)의 일부이다. 만일 OMC가 가시광선 대역에서 보인다면 오리온자리를 거의 다 덮을 것이다. 말머리 성운과 바너드 루프도 OMC의 일부이다. 오리온 성운은 사실 OMC의 일부인 OMC-1 분자운의 바깥쪽 경계의 가스 일부가 이온화되어서 발광하는 얇은 층이다. 오리온 성운을 발광시키는 광원은 사다리꼴 성단과 오리온자리 세타1 C이다.
우리은하의 위성은하인 대마젤란 은하는 거대한 전리수소영역인 독거미 성운을 품고 있다. 독거미 성운의 크기는 약 200 파섹(650 광년)으로, 국부은하군에서 질량이 가장 크고 크기는 두 번째로 큰 전리수소영역이다. 독거미 성운은 오리온 성운보다 훨씬 큰 만큼 수천 개의 별들을 만들어내고 있으며, 그 중에는 질량이 태양의 100배가 넘어가는 OB성, 볼프-레이에별 등도 있다. 만약 독거미 성운이 오리온 성운만큼 지구에 가까웠다면, 밤하늘에 보름달처럼 빛났을 것이다. 1987년에는 독거미 성운의 가장자리에서 초신성 SN 1987A이 폭발했다.
삼각형자리 은하에는 또다른 거대 전리수소영역 NGC 604가 있다. 지구에서 약 817 킬로파섹(2.66 광년) 떨어져 있으며, 크기는 대략 240 × 250 파섹(800 × 830 광년)이다. NGC 604는 국부은하군에서 독거미 성운 다음으로 질량이 큰 전리수소영역인데, 크기는 이쪽이 조금 더 커서 국부은하군 제일이다. 약 200개 내외의 뜨거운 OB성과 볼프-레이에별들을 품고 있으며, 그 결과 뜨거워진 가스가 엑스선을 방출한다. NGC 604의 질량은 태양의 6천 배 정도이다.

## 전리수소영역에 관한 현재의 연구 동향

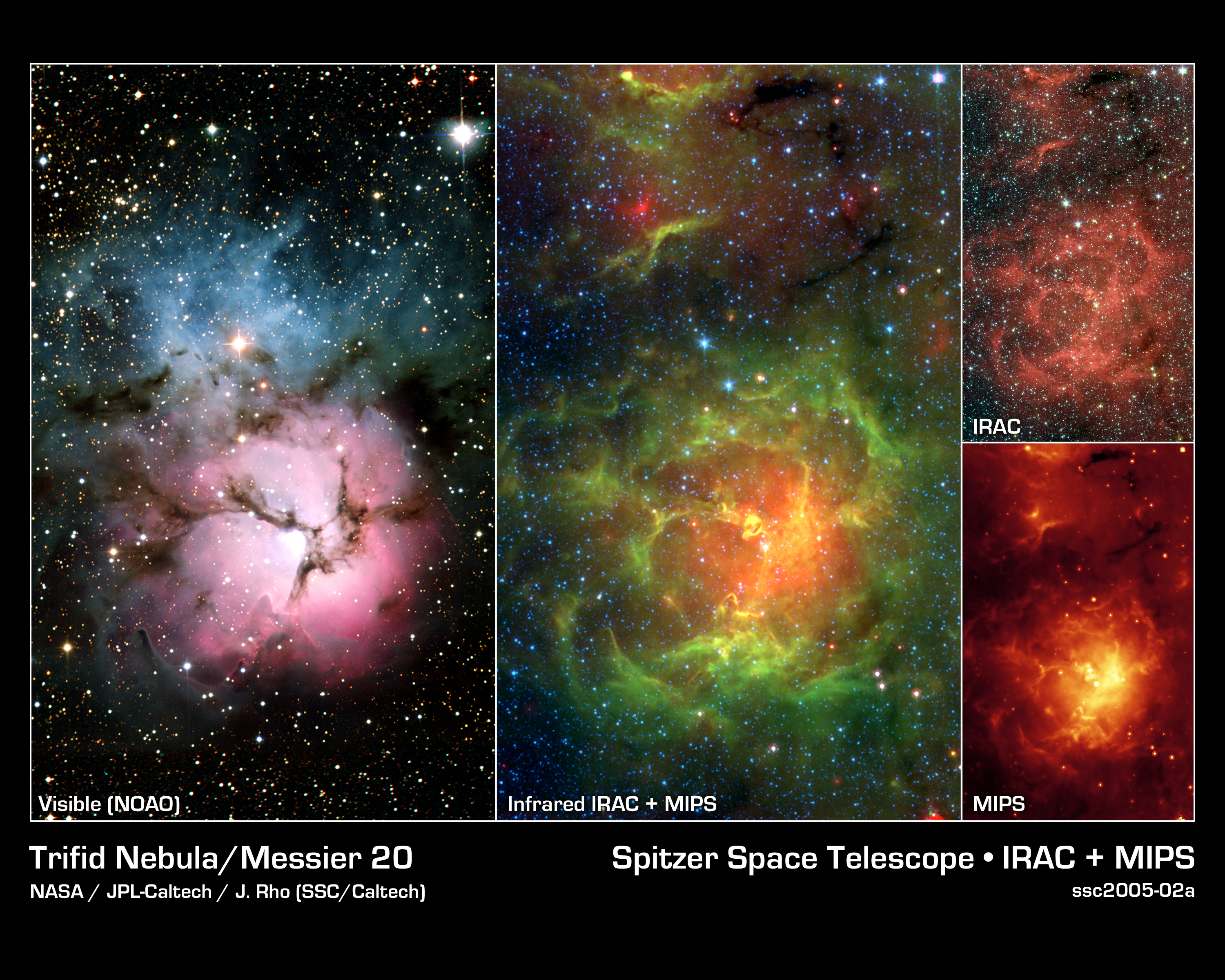
다양한 파장에서 관측한 삼렬 성운.

전리수소영역의 원소 존재비를 측정하는 것은 행성상성운과 마찬가지로 다소 불확실하다. 성운의 금속(여기서 금속이란 수소와 헬륨보다 무거운 모든 원소)의 존재비를 알아내는 방법은 두 가지가 있는데, 두 방법으로 각각 얻어낸 결과 사이에 큰 차이가 존재하는 경우가 잦다. 어떤 천문학자들은 이것이 전리수소영역 내부에 작은 온도 요동이 존재하기 때문이라고 설명하고, 다른 천문학자들은 차이가 너무 크기 때문에 온도 효과로 설명이 불가능하다고 주장하면서 수소가 거의 없는 차가운 덩어리가 존재하기 때문이라는 가설을 제시한다.
전리수소영역 내부에서 질량이 큰 별이 형성되는 상세한 기작은 아직 확실하지 않다. 이 분야의 연구를 방해하는 것은 크게 두 가지 큰 문제가 있는데, 우선 큰 전리수소영역까지의 거리가 너무 멀다. 가장 가까운 전리수소영역인 캘리포니아 성운은 지구에서 300 파섹(1,000 광년) 떨어져 있고, 다른 전리수소영역들은 그것의 몇 배씩 더 멀리 떨어져 있다. 그리고 두 번째로 항성의 형성 과정이 먼지에 의해 가려져 가시광으로는 관측이 불가능하다. 전파와 적외선은 먼지 너머를 볼 수 있지만, 항성 형성 극초기의 별들은 이 파장에서 에너지를 별로 내지 않는다.

## 같이 보기
- 발광성운
- 반사성운
- 행성상성운
- 원시행성상성운
- 중성수소영역
- 천체
- 천체분광학
- 성간매질